# Кліфф Борленд
Кліффорд Фредерік Борленд (англ. Clifford Frederick Bourland; нар. 1 січня 1921 — пом. 1 лютого 2018) — американський легкоатлет, який спеціалізувався в бігу на короткі дистанції.

## Із життєпису
Олімпійський чемпіон в естафеті 4×400 метрів (1948).
Фіналіст (5-е місце) олімпійського забігу на 200 метрів (1948).
Чемпіон США з бігу на 400 метрів (1942, 1943).
Учасник Другої світової війни.
По завершенні спортивної кар'єри намагався розпочати (невдало) політичну кар'єру на місцевому рівні, пізніше — працював у страховій компанії, був співвласником іпотечної компанії.
Безпосередньо перед смертю був найстаршим у світі олімпійським чемпіоном з усіх легкоатлетичних дисциплін.

## Основні міжнародні виступи
| Рік  | Змагання         | Місто   | Місце | Дисципліна |
| ---- | ---------------- | ------- | ----- | ---------- |
| 1948 | Олімпійські ігри | Лондон  | 5     | 200 м      |
| 1948 | 1                | 4×400 м |       |            |